# Kameralamt Nellingen
Das Kameralamt Nellingen war eine Einrichtung des Königreichs Württemberg, die im Amtsbezirk Besitz und Einkommen des Staates verwaltete. Es bestand von 1807 bis 1836 in Nellingen auf den Fildern. Das Kameralamt wurde im Rahmen der Neuordnung der Staatsfinanzverwaltung im Königreich Württemberg geschaffen.

## Geschichte
Mit dem Kameralamt Nellingen wurden das Kameralamt Denkendorf (1807), Teile des Kameralamts Köngen (1807) und das Kameralamt Neuhausen (1814) vereinigt:
- Gemäß Verordnung über Ämterkombination von 1807 wurde das Kameralamt Köngen nach Neuhausen verlegt
- Durch Verfügungen vom 7./16. Juli 1807 wurde die Kameralverwaltung Denkendorf mit dem Kameralamt Nellingen vereinigt.

Laut Verordnung vom 4. Juni 1819 hat das Kameralamt Nellingen die Forst- und Jagdgefälle des Reviers Oberensingen im Forstamt Kirchheim übernommen.
Gemäß Verordnung des Finanzministeriums vom 10. April 1835 wurde der Ort Unterensingen dem Kameralamt Neuffen zugeteilt.
Die Auflösung des Kameralamts Nellingen erfolgte durch Verfügung vom 29. Juni 1836 durch Angliederung des Bezirks vor allem an das Kameralamt Eßlingen.